# Lysohirka
Lysohirka  (ucraniano: Лисогірка) es una localidad del Raión de Podilsk en el Óblast de Odesa de Ucrania. Según el censo de 2001, tiene una población de 930 habitantes.